# Hibbertia rhadinopoda
Hibbertia rhadinopoda är en tvåhjärtbladig växtart som beskrevs av F. Müll. Hibbertia rhadinopoda ingår i släktet Hibbertia och familjen Dilleniaceae. Inga underarter finns listade i Catalogue of Life.